# ATP Challenger Andria
Das ATP Challenger Andria (offizieller Name: Challenger Tour Andria e Castel del Monte) war ein zwischen 2013 und 2022 stattfindendes Tennisturnier in Andria, Italien. Es war Teil der ATP Challenger Tour und wurde in der Halle zunächst auf Teppich und 2022 auf Hartplatz ausgetragen.

## Liste der Sieger

### Einzel
| Jahr                         | Sieger            | Finalgegner            | Ergebnis        |
| ---------------------------- | ----------------- | ---------------------- | --------------- |
| 2022                         | Leandro Riedi     | Michail Kukuschkin     | 7:64, 6:3       |
| 2019–2021: nicht ausgetragen |                   |                        |                 |
| 2018                         | Ugo Humbert       | Filippo Baldi          | 6:4, 7:63       |
| 2017                         | Uladsimir Ihnazik | Christopher Heyman     | 6:73, 6:4, 7:63 |
| 2016                         | Luca Vanni        | Matteo Berrettini      | 5:7, 6:0, 6:3   |
| 2015                         | Ivan Dodig        | Michael Berrer         | 6:2, 6:1        |
| 2014                         | Ričardas Berankis | Nikolos Bassilaschwili | 6:4, 1:0 aufgg. |
| 2013                         | Márton Fucsovics  | Dustin Brown           | 6:3, 6:4        |

### Doppel
| Jahr                         | Sieger                            | Finalgegner                       | Ergebnis           |
| ---------------------------- | --------------------------------- | --------------------------------- | ------------------ |
| 2022                         | Julian Cash Henry Patten          | Francesco Forti Marcello Serafini | 6:73, 6:4, [10:4]  |
| 2019–2021: nicht ausgetragen |                                   |                                   |                    |
| 2018                         | Karol Drzewiecki Szymon Walków    | Marc-Andrea Hüsler David Pel      | 7:610, 2:6, [11:9] |
| 2017                         | Lorenzo Sonego Andrea Vavassori   | Sander Arends Sander Gillé        | 6:3, 3:6, [10:7]   |
| 2016                         | Wesley Koolhof Matwé Middelkoop   | Roman Jebavý Zdeněk Kolář         | 6:3, 6:3           |
| 2015                         | Marco Chiudinelli Frank Moser     | Carsten Ball Dustin Brown         | 7:65, 7:5          |
| 2014                         | Patrick Grigoriu Costin Pavăl     | Roman Jebavý Andreas Siljeström   | 7:64, 6:74, [10:5] |
| 2013                         | Philipp Oswald Andreas Siljeström | Alessandro Motti Goran Tošić      | 6:2, 6:3           |